# كي. إتش. شير
كي. إتش. شير (بالألمانية: Karl-Herbert Scheer)‏ (و. 1928 – 1991 م) هو كاتب، وكاتب سيناريو، وكاتب خيال علمي ألماني، توفي عن عمر يناهز 63 عاماً.

## روابط خارجية
- كي. إتش. شير على موقع ميوزك برينز (الإنجليزية)